# Isso (Italia)
Isso (Iss [ˈis] in dialetto bergamasco) è un comune italiano di 604 abitanti della provincia di Bergamo in Lombardia.
Situato nella bassa pianura bergamasca, al confine con la provincia di Cremona, dista circa 35 chilometri a sud dal capoluogo orobico.

## Storia
Molto poche sono le informazioni sulla storia di questo piccolo paese della bassa bergamasca, che è sempre stato caratterizzato per il proprio limitato numero di insediamenti, che non gli ha permesso di ricoprire ruoli predominanti nei vari contesti storici.
Inserito in una zona in cui si svilupparono molti insediamenti abitativi fin dall'epoca romana, sul proprio territorio non sono mai stati rinvenuti resti che permettessero di accostare l'origine del borgo a un preciso periodo storico, anche se si presume vi fossero alcuni presidi militari, data la vicinanza a un importante crocevia di strade che, collegando gli estremi della pianura padana, rendeva la zona particolarmente importante sia dal punto di vista militare che da quello dei trasporti.
I primi documenti scritti che ne attestano l'esistenza risalgono all'età medievale, quando sul territorio comunale cominciò ad aumentare il livello di antropizzazione, grazie alle migliorate condizioni di vita degli abitanti.
In quel periodo la concessione feudale di Isso venne accordata dagli imperatori del Sacro Romano Impero alla diocesi di Cremona, che dovette però guardarsi dalle mire espansionistiche della città di Milano, che più volte cercò di impadronirsi di questi territori. Era il tempo delle guerre di fazione tra guelfi e ghibellini, e anche Isso dovette dotarsi di edifici fortificati, tra cui anche un castello.
Ciò non bastò al vescovo cremonese per mantenere il controllo del territorio di Isso che finì nelle mani dei Visconti, importante famiglia di Milano. A partire dal XV secolo cominciarono ulteriori scontri tra la suddetta famiglia e la Repubblica di Venezia, che durarono parecchi decenni. Al termine di questo periodo di instabilità, sul territorio vennero compiuti numerosi interventi volti al miglioramento delle condizioni sociali e lavorative, dissodando terreni e costruendo canali per l'irrigazione. Da allora il paese, tornato sotto il dominio meneghino nel contado di Cremona, ha mantenuto una forte connotazione e tradizione rurale, con l'agricoltura attività predominante.
Soltanto nel corso del XX secolo il paese ha visto un sostanziale cambiamento della vita lavorativa: all'agricoltura sono subentrati l'industria e il terziario, relegando il lavoro nei campi a parte minoritaria.

### Simboli
Stemma
(D.P.R. del 18 gennaio 2006)
Gonfalone
(D.P.R. del 18 gennaio 2006)

## Monumenti e luoghi d'interesse

La chiesa di Sant'Andrea

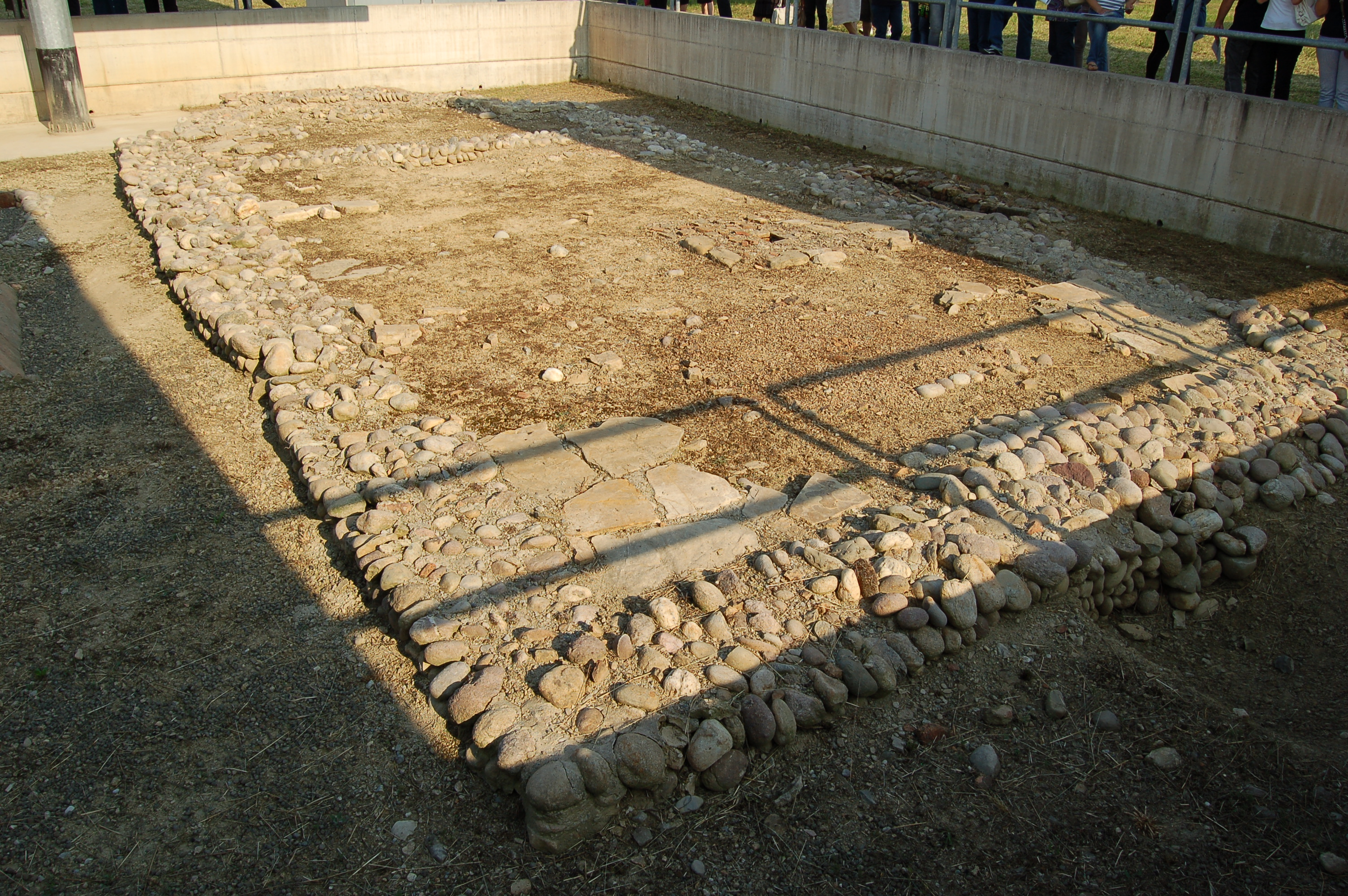
Scavi archeologici della Chiesa di San Giacomo.

### Le cascine
A ricordo della tradizione agricola vi sono una grande quantità di cascine in aperta campagna, tra cui la cascina Secchi, la cascina Casella, la cascina Cremonesi e la cascina Farabona. Queste stanno a ricordare l'anima rurale del borgo, nelle quali sono ancora presenti segni della vita di un tempo.

### Il castello
Inoltre sono ancora visibili i resti del castello medievale, di cui è possibile ammirare parte della muratura e della merlatura tipica della fazione ghibellina, unitamente al fossato che lo cingeva.

### La chiesa e il Palazzo Zucoli
Merita infine menzione l'Oratorio di Sant'Andrea, che funge da chiesa parrocchiale per il paese di Isso, dato che la parrocchiale vera e propria è posta a Barbata. Originario del XVII secolo, faceva originariamente parte del palazzo Zucoli, di cui era la cappella.

### Chiesa di San Giacomo
Nel 2010, durante gli scavi per la realizzazione di un nuovo impianto fotovoltaico su terreno privato, sono emersi alcuni resti di un antico edificio. A seguito degli scavi archeologici, l'edificio è risultato essere una chiesa con alcune sepolture annesse. Da un documento del 1390 risulta essere una chiesa dedicata a San Jacopo.

## Società

### Evoluzione demografica
Abitanti censiti

## Amministrazione
| Periodo        | Periodo        | Primo cittadino   | Partito                                | Carica  | Note |
| -------------- | -------------- | ----------------- | -------------------------------------- | ------- | ---- |
| 1995           | 1999           | Rocco Maccali     | Lista civica                           | Sindaco |      |
| 1999           | 2004           | Rocco Maccali     | Lista civica                           | Sindaco |      |
| 2004           | 2009           | Gianpietro Boieri | Lista civica                           | Sindaco |      |
| 2009           | 2014           | Gianpietro Boieri | Lista civica Tradizione e Rinnovamento | Sindaco |      |
| 26 maggio 2014 | 26 maggio 2019 | Rocco Maccali     | Lista civica Progetto Isso             | Sindaco |      |
| 26 maggio 2019 | 10 giugno 2024 | Rocco Maccali     | Lista civica Progetto Isso             | Sindaco |      |
| 10 giugno 2024 | in carica      | Giuseppe Donati   | Lista civica Viviamo Isso              | Sindaco |      |

### Fusione
Dal marzo al dicembre 2013 c'è stata una campagna informativa per portare il paese alla fusione con i comuni di Covo e Fara Olivana con Sola. Il referendum tenutosi il 1º dicembre 2013 ha visto la maggioranza dei cittadini di Isso e Fara Olivana con Sola votare a favore. I cittadini di Covo, il paese di gran lunga più densamente popolato, hanno invece votato per oltre il 70% a favore del "no", lasciando in questo modo i comuni divisi.